# Alter jüdischer Friedhof (Ober-Ingelheim)

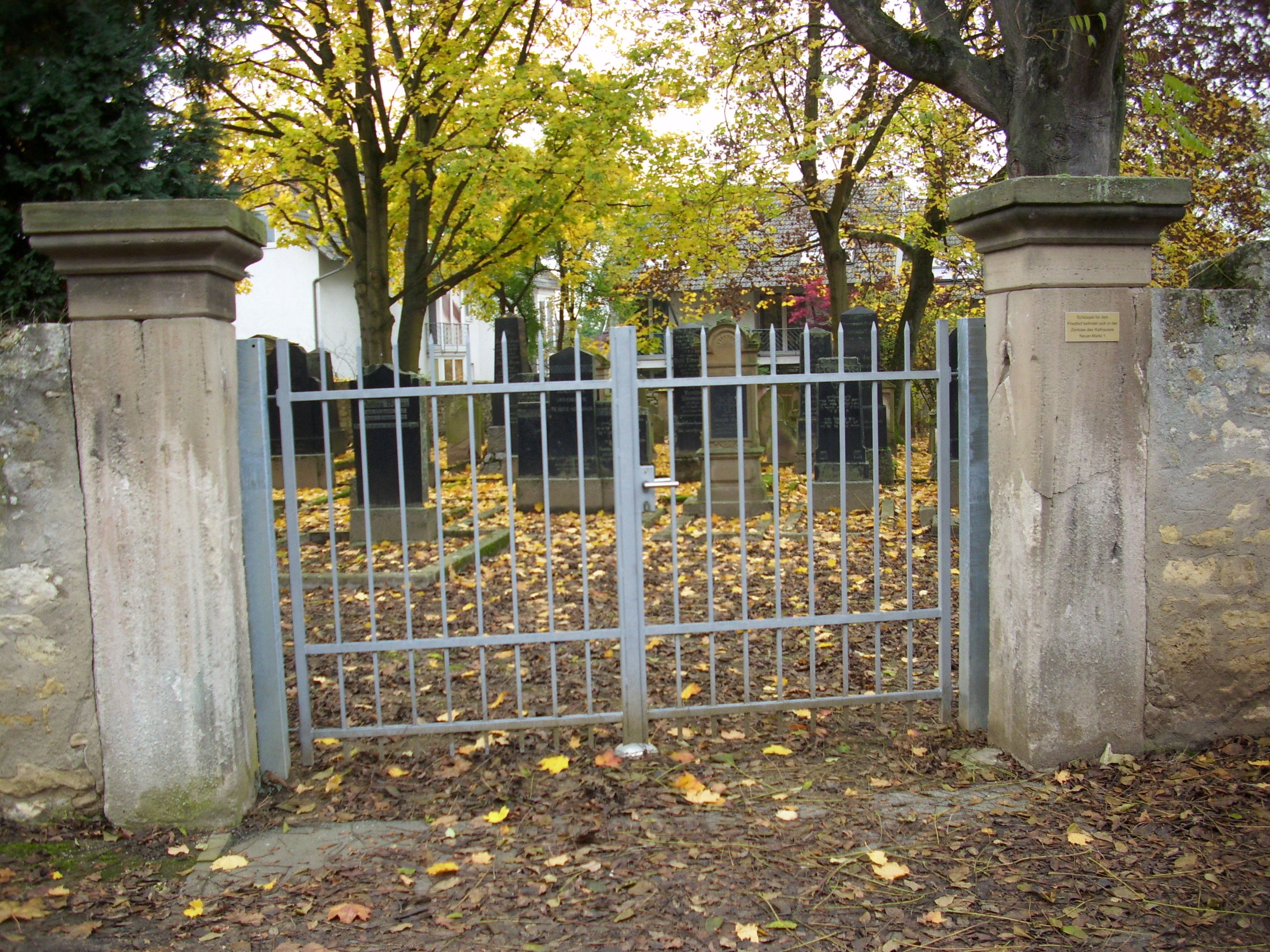
Eingang zum alten jüdischen Friedhof in Ingelheim am Rhein

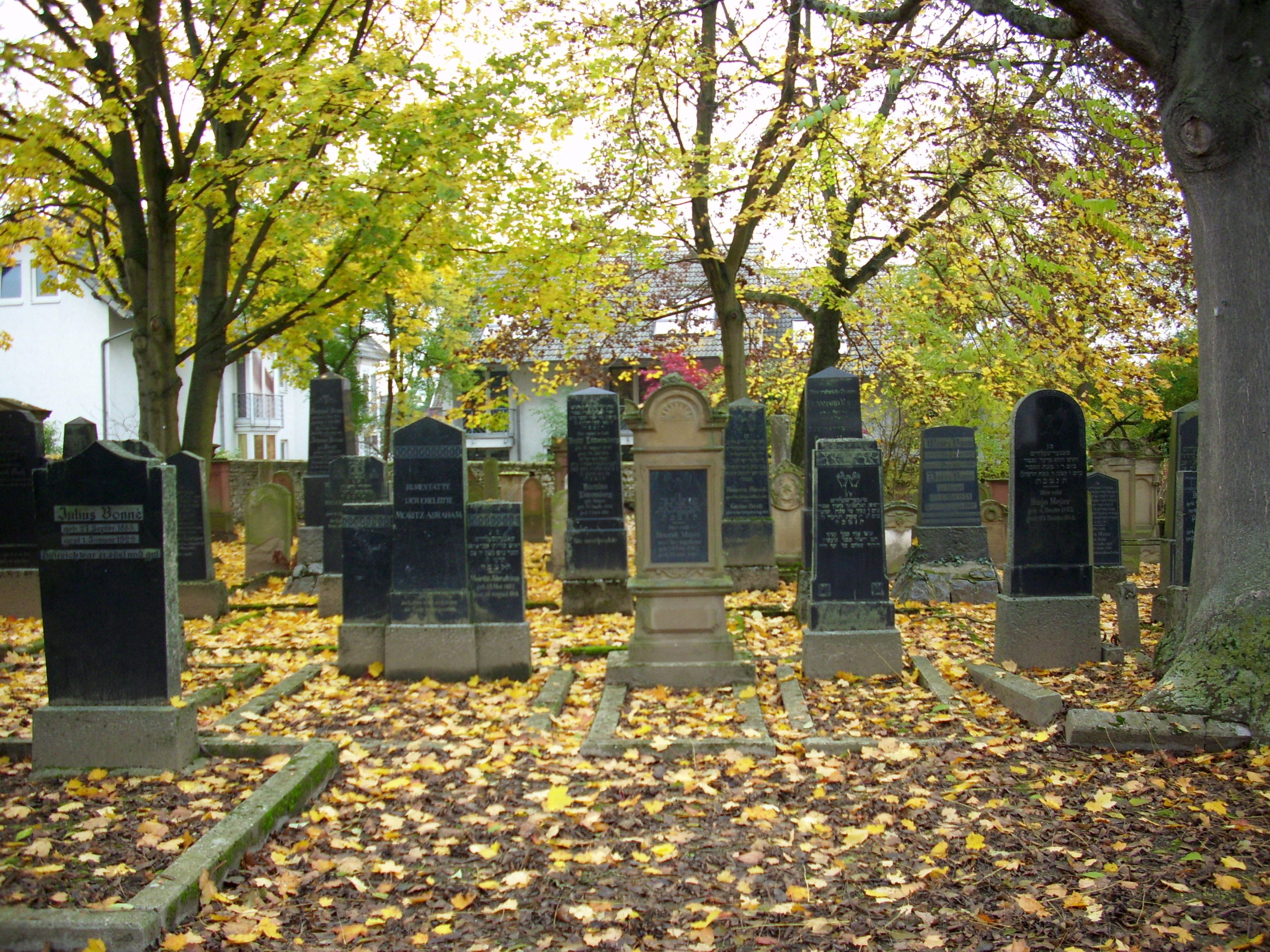
Grabsteine

Der Jüdische Friedhof in Ingelheim am Rhein, einer Stadt im Landkreis Mainz-Bingen in Rheinland-Pfalz, wurde 1836 angelegt. Der über zehn ar große jüdische Friedhof befindet sich in der Hugo-Loersch-Straße im Stadtteil Ober-Ingelheim.
Im Jahr 1876 wurde der Friedhof ummauert. Heute sind noch 143 Grabsteine aus der Zeit von 1841 bis 1938 erhalten. Der Friedhof besitzt eine vielfältige Gräbergestaltung mit Giebelverdachung, Urnenbekrönung und Levitenhände. Ebenso einen Obelisk aus schwarzem Granit und eine Stele mit Jugendstilornamentik.